# Jackson Conway
Jackson Conway (Leeds, Inglaterra, Reino Unido; 3 de diciembre de 2001) es un futbolista estadounidense, nacido en el Reino Unido. Juega de delantero y su equipo actual es el Charleston Battery de la USL Championship.

## Trayectoria
Formado en las inferiores del Atlanta United, Conway fue promovido al equipo reserva de la USL, el Atlanta United 2, en la temporada 2018. El delantero firmó su primer contrato con el Atlanta 2 en diciembre de 2018.
El 3 de diciembre de 2020, Conway fichó por el primer equipo como jugador de cantera. Debutó en el primer equipo del club el 16 de diciembre ante el Club América por la Liga de Campeones de la Concacaf, donde anotó el gol de la victoria por 1-0.
El 29 de marzo de 2022, fue nombrado mejor jugador de la fecha 3 de la temporada 2022 de la USL, el delantero anotó un triplete en la victoria por 4-1 al Charleston Battery.
De cara a la temporada 2024, el delantero firmó en el Charleston Battery de la USL Championship.

## Selección nacional
Conway disputó dos encuentros amistosos con la selección sub-16 de Estados Unidos en 2016.

## Estadísticas
Actualizado al último partido disputado el 19 de julio de 2022
| Atlanta United 2 Estados Unidos                          | 2.ª           | 2018          | 11 | 0  | — | — | — | — | 11 | 0  |
| Atlanta United 2 Estados Unidos                          | 2.ª           | 2019          | 22 | 5  | — | — | — | — | 22 | 5  |
| Atlanta United 2 Estados Unidos                          | 2.ª           | 2020          | 10 | 6  | — | — | — | — | 10 | 6  |
| Atlanta United 2 Estados Unidos                          | 2.ª           | 2021          | 6  | 1  | — | — | — | — | 6  | 1  |
| Atlanta United 2 Estados Unidos                          | 2.ª           | 2022          | 15 | 6  | — | — | — | — | 15 | 6  |
| Atlanta United 2 Estados Unidos                          | Total club    | Total club    | 64 | 18 | 0 | 0 | 0 | 0 | 64 | 18 |
| Atlanta United Estados Unidos                            | 1.ª           | 2020          | 0  | 0  | — | — | 1 | 1 | 1  | 1  |
| Atlanta United Estados Unidos                            | 1.ª           | 2021          | 8  | 1  | — | — | — | — | 8  | 1  |
| Atlanta United Estados Unidos                            | 1.ª           | 2022          | 3  | 0  | — | — | — | — | 3  | 0  |
| Atlanta United Estados Unidos                            | Total club    | Total club    | 11 | 1  | 0 | 0 | 1 | 1 | 12 | 2  |
| Total carrera                                            | Total carrera | Total carrera | 75 | 19 | 0 | 0 | 1 | 1 | 76 | 20 |
| (2) Incluye datos de la Liga de Campeones de la Concacaf |               |               |    |    |   |   |   |   |    |    |